# Болквадзе, Анзор
Анзор Болквадзе (груз. ანზორ ბოლქვაძე, род. 9 сентября 1960, Учхо, Аджарская АССР, Грузинская ССР) — грузинский государственный и политический деятель. Депутат парламента Грузии IV, V, VI, и VII созывов (с 2008 года).

## Биография
Родился 9 сентября 1960 года в селе Учхо Хулойского муниципалитета, Аджарской АССР, Грузинской ССР. 
В 1977 году завершил обучение в средней школе. С 1978 по 1980 годы проходил обязательную срочную военную службу в рядах Советской Армии. В 1982 году завершил обучение в Батумском индустриальном техникуме, получил квалификацию техник-строитель, по специальности "промышленное и гражданское строительство". В 1993 году завершил обучение в Новочеркасском политехническом институте, получил квалификацию инженер-строитель, по специальности "гражданское строительство".
С 1982 по 1985 годы работал в Батуми рабочим механизированной колонны, мастером, инженером. С 1985 по 1994 годы осуществлял трудовую деятельность в монтажно-ремонтном управлении Аджарии в качестве руководителя группы. С 1994 по 2001 годы работал директором коммунального хозяйства в Хулойском муниципалитете. С 2001 по 2006 годы работал в качестве исполняющего обязанности главы службы благоустройства Хулойского района. С 2006 по 2008 годы занимался предпринимательской деятельности. 
В 2008 году избран депутатом парламента Грузии 4-го созыва по мажоритарному Хулойскому округу от избирательного блока "Единое национальное движение - победитель для Грузии". С 2012 по 2016 годы был депутатом парламента Грузии 5-го созыва по Хулойскому мажоритарному округу от избирательного блока "Единое национальное движение - "больше пользы людям". 
С 2016по 2020 годы являлся депутатом парламента 6-го созыва от избирательного блока "Грузинская мечта - Демократическая Грузия".
В 2020 году в четвёртый раз подряд избрался депутатом парламента Грузии 7-го созыва от избирательного блока "Грузинская мечта-Демократическая Грузия".

## Награды
- 2006 — Орден Чести.